# Gaetano Oristanio
Gaetano Pio Oristanio (Vallo della Lucania, 28 settembre 2002) è un calciatore italiano, 
centrocampista o attaccante del Venezia.

## Biografia
Cresciuto a Roccadaspide, un piccolo paese nella provincia di Salerno, anche il padre Rosario (nato nel 1965) era un calciatore, giunto fino alla Serie C.

## Caratteristiche tecniche
È un trequartista duttile, che può giocare anche in posizione più avanzata in corsia esterna d'attacco come punta centrale e seconda punta. Sinistro di piede, è particolarmente abile negli inserimenti in area di rigore e nelle conclusioni dalla distanza, anche su calcio piazzato.

## Carriera

### Club

#### Gli inizi, Inter
Nato a Vallo della Lucania, in provincia di Salerno, ma cresciuto con la famiglia nei vicini comuni di Roccadaspide e Felitto, Oristanio inizia a giocare nella scuola calcio di quest'ultimo paese, prima di passare alla Peluso Academy (con sede ad Avellino) e poi, nel 2016, al vivaio dell'Inter, dove vince anche due campionati consecutivi, rispettivamente, con le formazioni Under-16 e Under-17.

#### Prestito al Volendam
Poco dopo aver rinnovato il suo contratto con la società nerazzurra, il 10 agosto 2021 Oristanio viene ceduto in prestito agli olandesi del Volendam. Fa quindi il suo esordio in Eerste Divisie (e fra i professionisti) tre giorni dopo, nell'incontro perso per 1-3 contro l'ADO Den Haag. Realizza la sua prima rete in campionato il 10 settembre seguente, nella vittoria per 0-3 in casa del De Graafschap. Oristanio chiude con un totale di 35 presenze e 7 reti la sua prima stagione fra i professionisti, culminata con la promozione in massima serie degli Oranje.
Il 15 luglio 2022, il prestito del centrocampista alla società olandese viene ufficialmente esteso per un'altra stagione. Il 7 agosto successivo, Oristanio debutta in Eredivisie, in occasione dell'incontro pareggiato per 2-2 sul campo del Groningen. Segna il suo primo gol in massima serie il 29 gennaio 2023, nella vittoria interna sempre contro il Groningen. Lungo il campionato, mette a referto 27 presenze, un gol e tre assist, contribuendo in maniera significativa alla salvezza del club. In tutto, il centrocampista mette insieme 62 presenze e 8 gol con la maglia del Volendam.

#### Prestito al Cagliari
Il 20 luglio 2023 Oristanio viene ceduto al Cagliari, neopromosso in Serie A, in prestito con diritto di riscatto a favore dei sardi, e di contro-riscatto a favore dell’Inter. Il 21 agosto seguente, a 20 anni, esordisce in Serie A nella partita inaugurale disputata in casa del Torino, pareggiata per 0-0; il 29 ottobre, invece, segna la sua prima rete con la maglia rossoblù (e in massima serie) nella sfida di campionato contro il Frosinone, dando così il via alla vittoria in rimonta dei sardi, passati dallo 0-3 al 4-3. A fine stagione, dopo aver messo insieme 27 presenze e 2 gol con i sardi, non viene riscattato e fa ritorno all'Inter.

#### Venezia
Il 13 luglio 2024 Oristanio viene ceduto per 5 milioni (oltre a una percentuale sulla futura rivendita)  al Venezia, neo-promosso in Serie A, con cui firma un contratto quinquennale. Il 4 ottobre segna la sua prima rete con i lagunari, firmando il momentaneo vantaggio in casa nel derby contro l'Hellas Verona, poi perso per 2-1.
L'8 dicembre invece firma il pareggio in casa contro il Como con un gol da calcio d'angolo.

### Nazionale
Oristanio ha rappresentato l'Italia a diversi livelli giovanili.
Nell'ottobre del 2019, è stato incluso nella rosa della nazionale Under-17 che ha preso parte ai Mondiali di categoria in Brasile. Nella seconda gara della fase a gironi contro il Messico, il centrocampista ha servito a Destiny Udogie l'assist per il gol della vittoria (2-1) che ha permesso agli Azzurrini di superare il primo turno in anticipo; poi, proprio nella partita degli ottavi contro l'Ecuador, ha segnato la rete decisiva (1-0) con un calcio di punizione da circa 35 metri. L'Italia è stata poi eliminata ai quarti di finale dai padroni di casa, futuri vincitori del torneo.
In seguito, Oristanio ha giocato nelle nazionali Under-18 ed Under-20, vincendo il Torneo 8 Nazioni con quest'ultima formazione nel 2022.
Il 6 giugno 2022 ha esordito con la nazionale Under-21, entrando nel secondo tempo della partita vinta per 3-0 contro il Lussemburgo a Differdange, valida per le qualificazioni all'Europeo di categoria.

## Statistiche

### Presenze e reti nei club
Statistiche aggiornate al 24 maggio 2025.
| Stagione        | Squadra         | Campionato      | Campionato | Campionato | Coppe nazionali | Coppe nazionali | Coppe nazionali | Coppe continentali | Coppe continentali | Coppe continentali | Altre coppe | Altre coppe | Altre coppe | Totale | Totale |
| Stagione        | Squadra         | Comp            | Pres       | Reti       | Comp            | Pres            | Reti            | Comp               | Pres               | Reti               | Comp        | Pres        | Reti        | Pres   | Reti   |
| --------------- | --------------- | --------------- | ---------- | ---------- | --------------- | --------------- | --------------- | ------------------ | ------------------ | ------------------ | ----------- | ----------- | ----------- | ------ | ------ |
| 2021-2022       | Volendam        | EED             | 35         | 7          | CO              | 0               | 0               | -                  | -                  | -                  | -           | -           | -           | 35     | 7      |
| 2022-2023       | Volendam        | ED              | 27         | 1          | CO              | 0               | 0               | -                  | -                  | -                  | -           | -           | -           | 27     | 1      |
| Totale Volendam | Totale Volendam | Totale Volendam | 62         | 8          |                 | 0               | 0               |                    | -                  | -                  |             | -           | -           | 62     | 8      |
| 2023-2024       | Cagliari        | A               | 25         | 2          | CI              | 2               | 0               | -                  | -                  | -                  | -           | -           | -           | 27     | 2      |
| 2024-2025       | Venezia         | A               | 37         | 3          | CI              | 0               | 0               | -                  | -                  | -                  | -           | -           | -           | 37     | 3      |
| Totale carriera | Totale carriera | Totale carriera | 124        | 13         |                 | 2               | 0               |                    | -                  | -                  |             | -           | -           | 126    | 13     |

### Cronologia presenze e reti in nazionale
| Cronologia completa delle presenze e delle reti in nazionale ― Italia under 21 | Cronologia completa delle presenze e delle reti in nazionale ― Italia under 21 | Cronologia completa delle presenze e delle reti in nazionale ― Italia under 21 | Cronologia completa delle presenze e delle reti in nazionale ― Italia under 21 | Cronologia completa delle presenze e delle reti in nazionale ― Italia under 21 | Cronologia completa delle presenze e delle reti in nazionale ― Italia under 21 | Cronologia completa delle presenze e delle reti in nazionale ― Italia under 21 | Cronologia completa delle presenze e delle reti in nazionale ― Italia under 21 |
| Data                                                                           | Città                                                                          | In casa                                                                        | Risultato                                                                      | Ospiti                                                                         | Competizione                                                                   | Reti                                                                           | Note                                                                           |
| ------------------------------------------------------------------------------ | ------------------------------------------------------------------------------ | ------------------------------------------------------------------------------ | ------------------------------------------------------------------------------ | ------------------------------------------------------------------------------ | ------------------------------------------------------------------------------ | ------------------------------------------------------------------------------ | ------------------------------------------------------------------------------ |
| 6-6-2022                                                                       | Differdange                                                                    | Lussemburgo under 21                                                           | 0 – 3                                                                          | Italia under 21                                                                | Qual. Europeo Under-21 2023                                                    | -                                                                              | 61’                                                                            |
| 24-3-2023                                                                      | Bačka Topola                                                                   | Serbia under 21                                                                | 0 – 2                                                                          | Italia under 21                                                                | Amichevole                                                                     | -                                                                              | 59’                                                                            |
| 27-3-2023                                                                      | Reggio Calabria                                                                | Italia under 21                                                                | 3 – 1                                                                          | Ucraina under 21                                                               | Amichevole                                                                     | -                                                                              | 69’                                                                            |
| 8-9-2023                                                                       | Jūrmala                                                                        | Lettonia under 21                                                              | 0 – 0                                                                          | Italia under 21                                                                | Qual. Europeo Under-21 2025                                                    | -                                                                              | 47’ 53’                                                                        |
| 17-10-2023                                                                     | Bolzano                                                                        | Italia under 21                                                                | 2 – 0                                                                          | Norvegia under 21                                                              | Qual. Europeo Under-21 2025                                                    | -                                                                              | 57’                                                                            |
| 22-3-2024                                                                      | Cesena                                                                         | Italia under 21                                                                | 2 – 0                                                                          | Lettonia under 21                                                              | Qual. Europeo Under-21 2025                                                    | -                                                                              | 86’                                                                            |
| 26-3-2024                                                                      | Cesena                                                                         | Italia under 21                                                                | 1 – 1                                                                          | Turchia under 21                                                               | Qual. Europeo Under-21 2025                                                    | -                                                                              | 78’                                                                            |
| Totale                                                                         |                                                                                | Presenze                                                                       | 7                                                                              |                                                                                | Reti                                                                           | 0                                                                              |                                                                                |

## Palmarès

### Club

#### Competizioni giovanili
- Campionato Nazionale Under-17: 1

Inter: 2018-2019